# Calliteara
Calliteara là một chi bướm đêm thuộc họ Erebidae. Chi này được Arthur Gardiner Butler mô tả năm 1881.

## Các loài
- Nhóm pudibunda

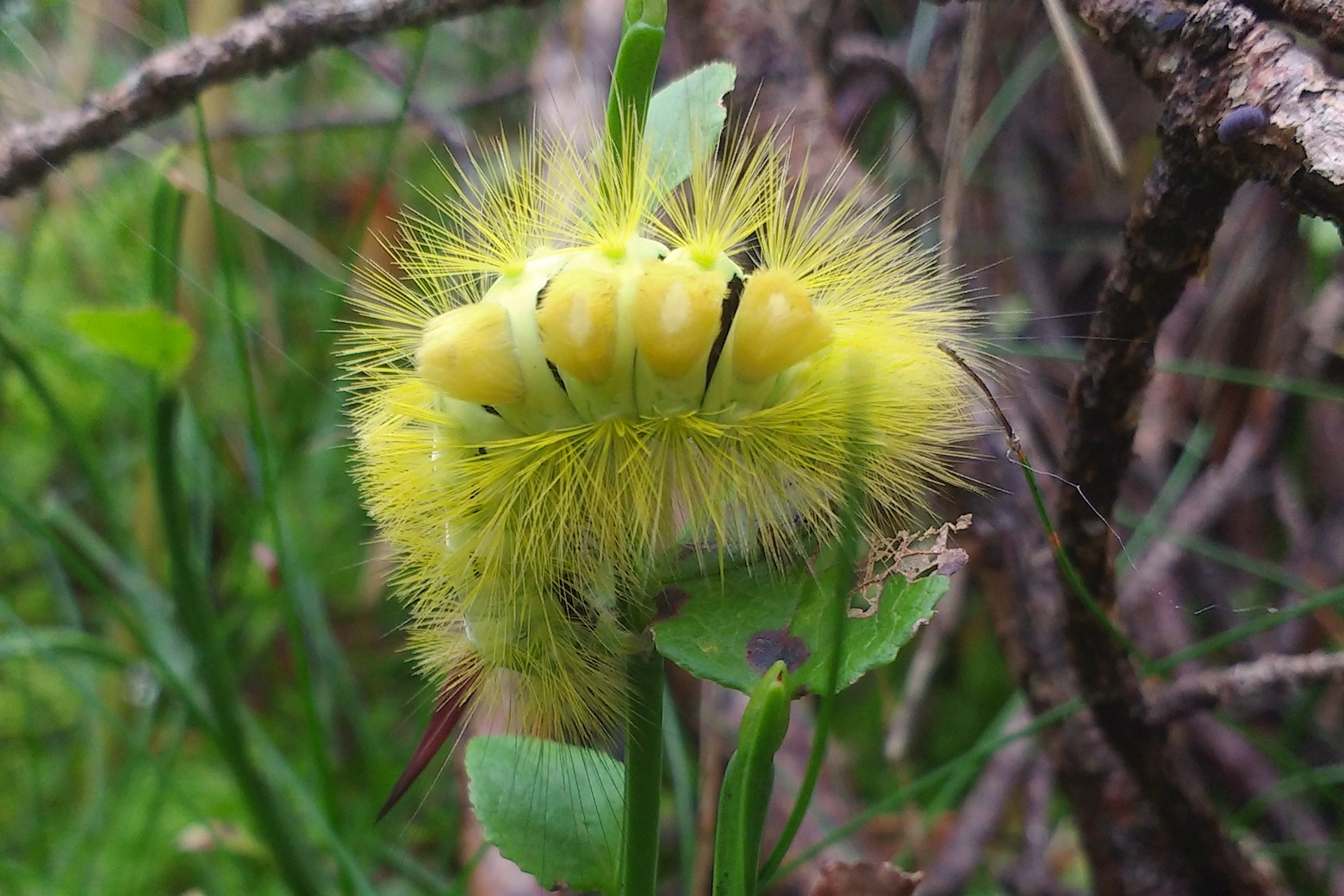
Calliteara pudibunda - caterpillar

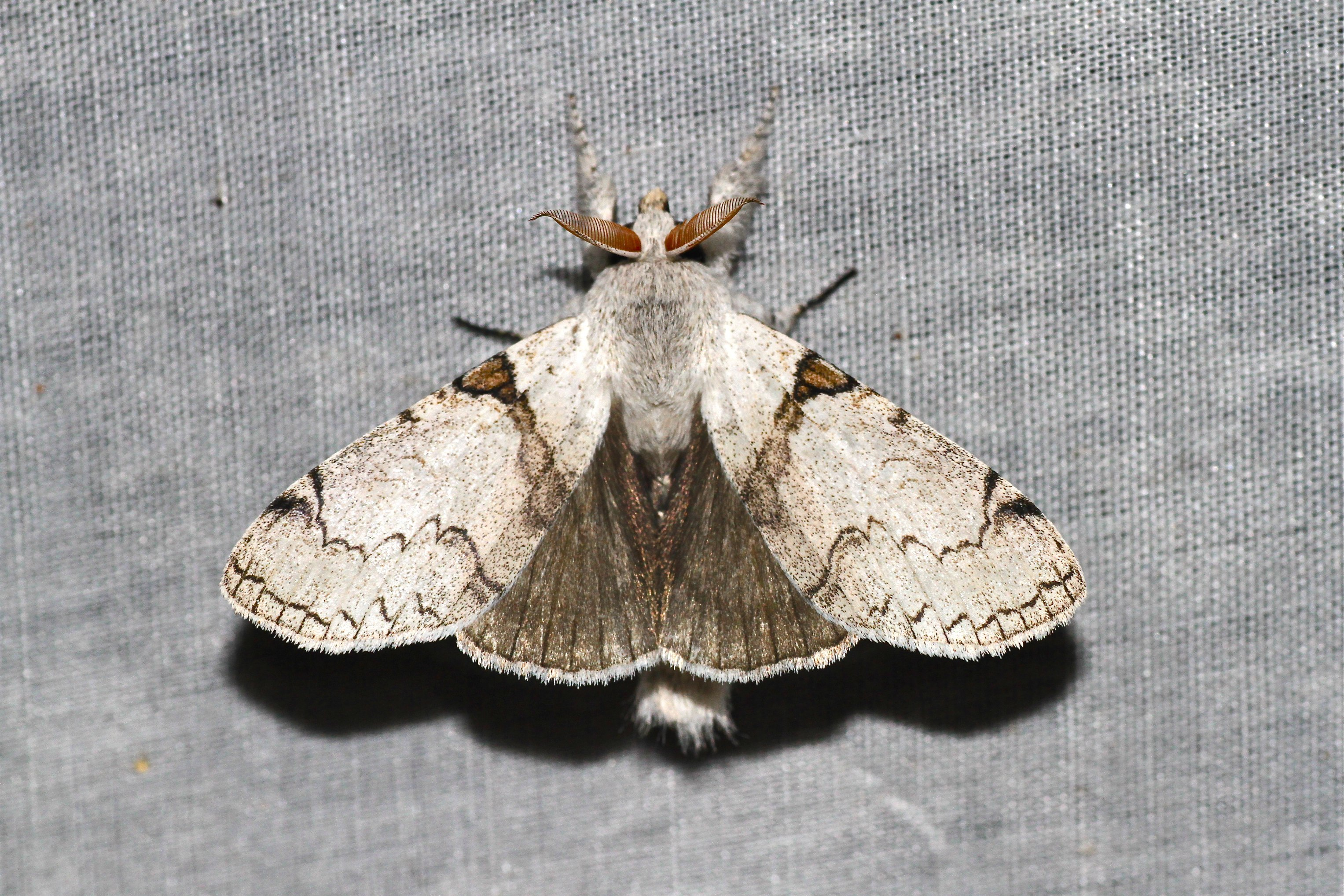
Calliteara diplozona

Calliteara taiwana

  - Calliteara argentata (Butler, 1881)
  - Calliteara cerigoides  (Walker, 1862)
  - Calliteara grotei  (Moore, 1859)
  - Calliteara horsfieldii  (Saunders, 1851)
  - Calliteara pudibunda  (Linnaeus, 1758)
  - Calliteara zelotica (Collenette, 1932)
- Nhóm strigata
  - Calliteara strigata (Moore, 1879)
- Nhóm varia
  - Calliteara diplozona (Collenette, 1932)
  - Calliteara lairdae (Holloway, 1976)
  - Calliteara pseudolairdae Holloway, 1999
  - Calliteara varia (Walker, 1855)
- Nhóm angulata
  - Calliteara angulata (Hampson, 1895)
  - Calliteara aphrasta (Collenette, 1938)
  - Calliteara argyroides (Collenette, 1932)
- Nhóm minor
  - Calliteara box Holloway, 1991
  - Calliteara cox Schintlmeister, 1994
  - Calliteara minor (Bethune-Baker, 1904)
- Nhóm fidjiensis
  - Calliteara fidjiensis (Mabille & Vuillot, 1890)
  - Calliteara nandarivatu (Robinson, 1968)
- Nhóm không rõ
  - Calliteara abietis  (Denis & Schiffermüller, 1775)
  - Calliteara angiana (Joicey & Talbot, 1916)
  - Calliteara apoblepta (Collenette, 1955)
  - Calliteara arizana (Wileman, 1911)
  - Calliteara axutha (Collenette, 1934)
  - Calliteara baibarana (Matsumura, 1927)
  - Calliteara brunnea (Bethune-Baker, 1904)
  - Calliteara cerebosa (Swinhoe, 1903)
  - Calliteara cinctata (Moore, 1879)
  - Calliteara complicata (Walker, 1865)
  - Calliteara conjuncta (Wileman, 1911)
  - Calliteara contexta Kishida, 1998
  - Calliteara enneaphora (Collenette, 1955)
  - Calliteara farenoides (Lucas, 1892)
  - Calliteara flavobrunnea  Robinson, 1969)
  - Calliteara fortunata (Rogenhofer, 1891)
  - Calliteara hesychima  Collenette, 1955)
  - Calliteara himalayana Kishida, 1994
  - Calliteara kaszabi (Daniel, 1969)
  - Calliteara katanga (Collenette, 1938)
  - Calliteara kenricki (Bethune-Baker, 1904)
  - Calliteara kikuchii (Matsumura, 1927)
  - Calliteara lunulata (Butler, 1887)
  - Calliteara melli (Collenette, 1934)
  - Calliteara multilineata (Swinhoe, 1917)
  - Calliteara polioleuca (Collenette, 1955)
  - Calliteara postfusca (Swinhoe, 1895)
  - Calliteara pseudabietis Butler, 1885
  - Calliteara pura (Lucas, 1892)
  - Calliteara saitonis (Matsumura, 1927)
  - Calliteara solitaria (Staudinger, 1887)
  - Calliteara subnigra (Bethune-Baker, 1904)
  - Calliteara subnigropunctata (Bethune-Baker, 1904)
  - Calliteara taiwana (Wileman, 1910)
  - Calliteara virginea (Oberthür, 1879)
  - Calliteara wandammena (Bethune-Baker, 1916)
  - Calliteara wolongensis (Chao, 1986)

## Hình ảnh

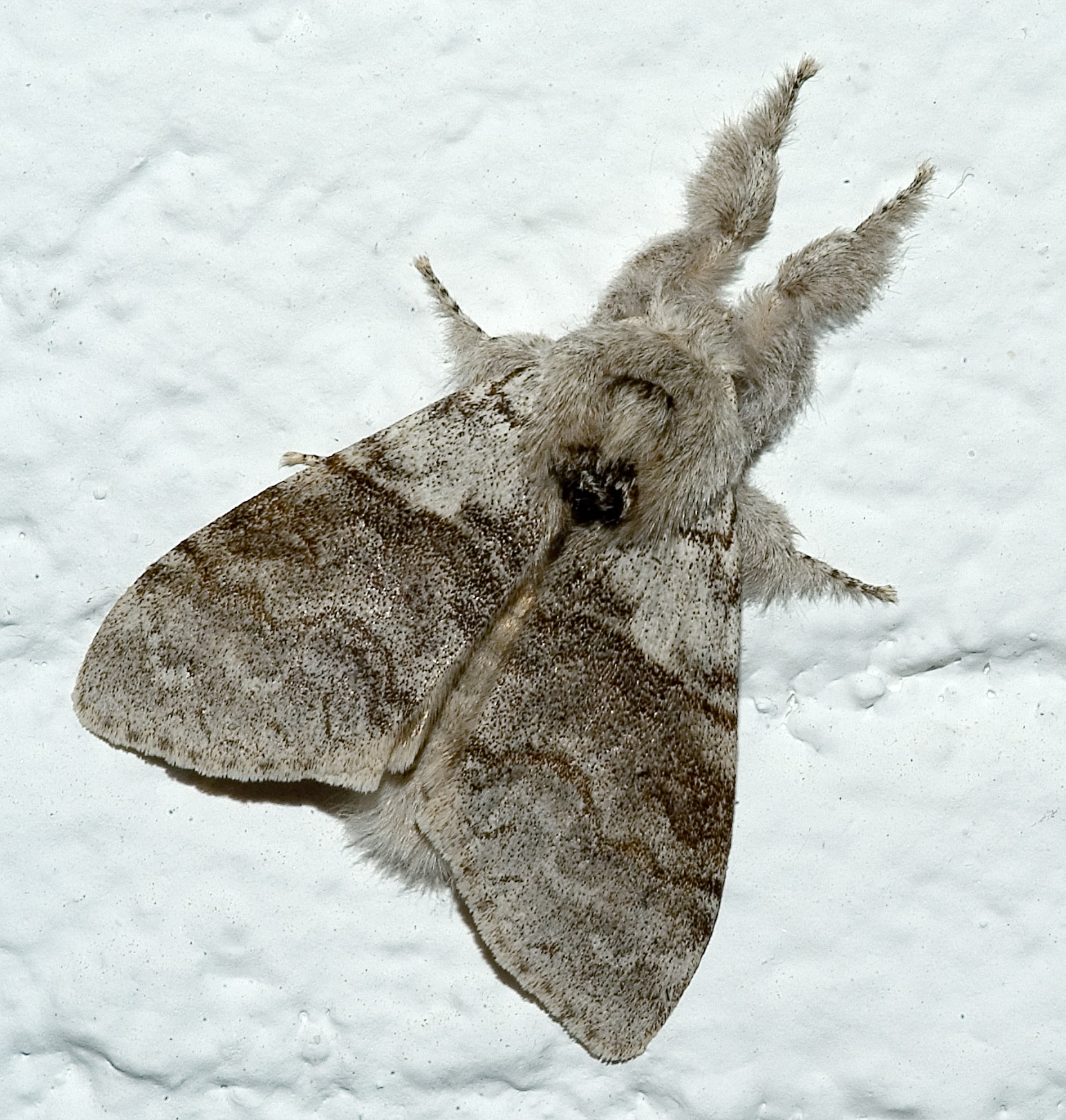
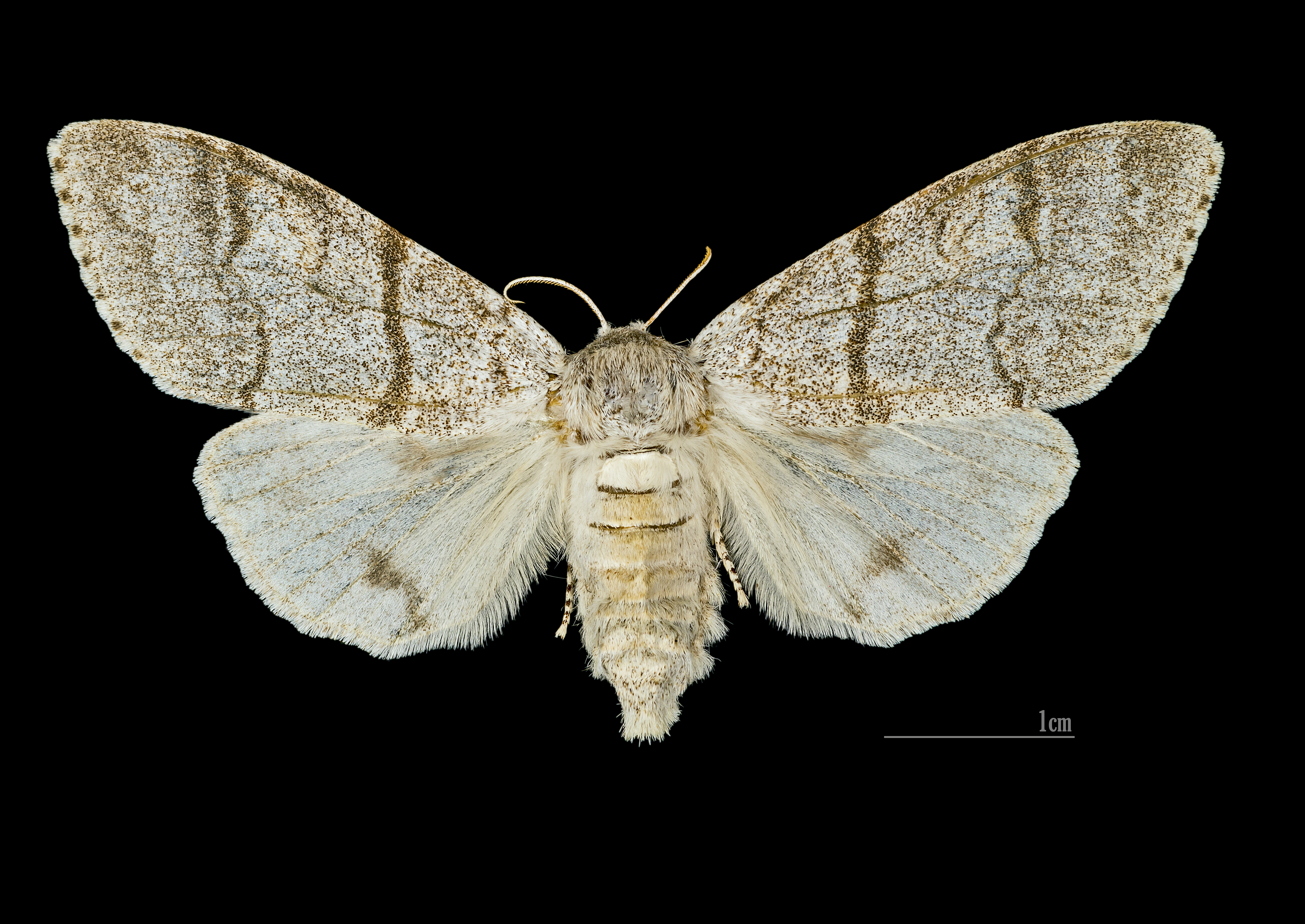
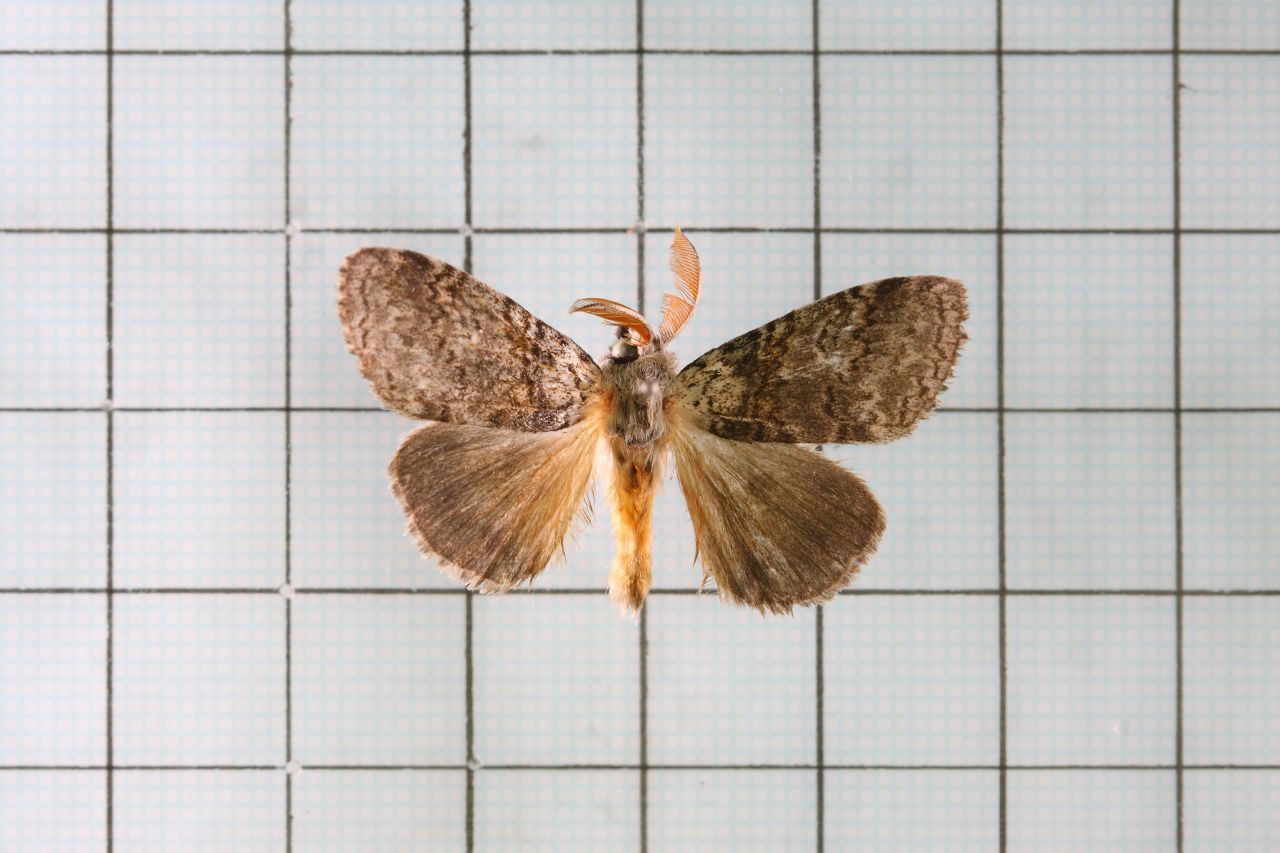
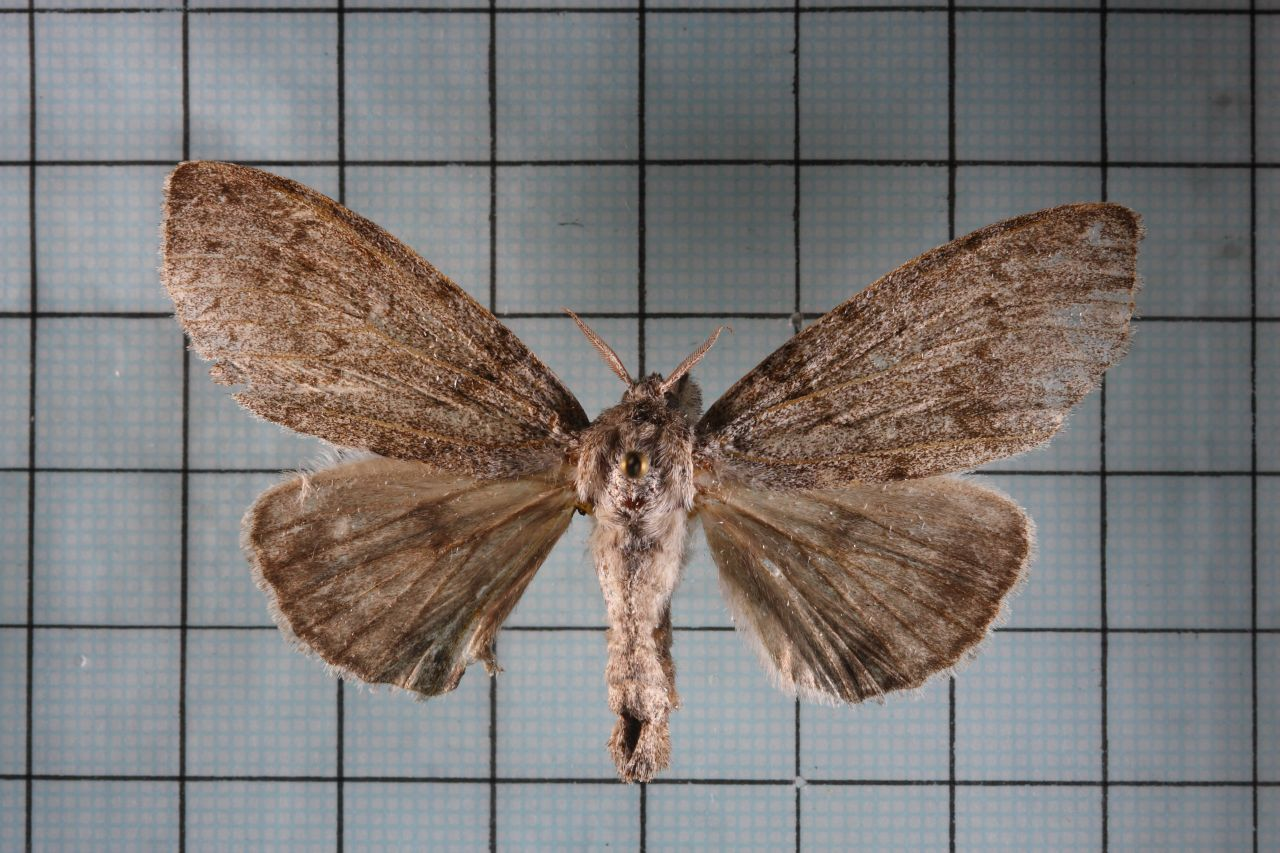